# Ensdorf, Amberg-Sulzbach
Ensdorf là một đô thị ở huyện Amberg-Sulzbach bang Bayern nước Đức. Đô thị Ensdorf, Amberg-Sulzbach có diện tích 41,45 km², dân số thời điểm ngày 31 tháng 12 năm 2006 là 2273 người.